# Cyrtandra argentata
Cyrtandra argentata är en tvåhjärtbladig växtart som beskrevs av Brian Laurence Burtt. Cyrtandra argentata ingår i släktet Cyrtandra och familjen Gesneriaceae.

## Underarter
Arten delas in i följande underarter:
- C. a. argentata
- C. a. latifolia